# Mecenášský klub Národního divadla
Mecenášský klub Národního divadla byl založen v roce 2009 při Národním divadle v Praze. Navazuje na tradici mecenášství českého národa a vlasteneckého úsilí o vybudování a podporu českého národního divadla v 19. století. 

## Založení klubu
Snahou Národního divadla bylo vytvoření společenství, které by umožňovalo členství široké veřejnosti. Hlavním účelem bylo získat další zdroje financování Národního divadla a jeho aktivit, a to výhradně na jedinečné projekty, na něž se z běžného rozpočtu nedostává. V souladu s tím propojuje Národní divadlo s okolním světem a svým členům umožňuje skutečnou účast na životě první scény.
Ideu založení Mecenášského klubu ND výrazně podpořil tehdejší ředitel Národního divadla PhDr. Ondřej Černý, který umožnil jeho ustavení a začlenění do organizační struktury Národního divadla. Klub pracuje oficiálně od ledna  2010 a již si vybudoval pevnou základnu dárců. Členem klubu se může stát jak fyzická osoba, tak rodina či firma a to v různých kategoriích, dle výše příspěvků.
Významným příznivcem myšlenky založení spolku podporovatelů divadelního umění při české první scéně byla také filantropka a podnikatelka prof. Dr. Dadja Altenburg-Kohl, která aktivně podporovala Národní ještě před vznikem Mecenášského klubu. Od počátku existence klubu se pak stala jeho právoplatnou členkou a zároveň předsedkyní Výboru.
Výbor Mecenášského klubu je poradním orgánem ředitele Národního divadla. Tvoří ho zástupci všech donátorských skupin a zástupci vedení Národního divadla.

## Motto klubu
| „ | Mecenášství není stavem peněženky, ale stavem ducha. | “ |

## Poslání a výsledky klubu
Mecenášský klub ND sdružuje milovníky divadla, kteří se rozhodli vyjádřit své sympatie k historii a současné tvorbě Národního divadla poskytnutím dobrovolné finanční podpory. Za prvních 5 let existence klubu  byly získány příspěvky ve výši téměř 5.500.000 Kč. Každým rokem se podaří získat mecenášské dary zhruba ve výši 1–1,5 mil.Kč. Získané příspěvky jsou Výborem klubu rozdělovány na podporu realizace vybraných projektů. V roce 2019 darovali mecenáši Národnímu divadlu více než 3 mil. Kč.

## Mecenášské skupiny

### Individuální kategorie
Osm kategorií od 2 500 do 500 000 Kč ročně: 
- Přítel
- Dárce
- Patron
- Mecenáš
- Bronzový mecenáš
- Stříbrný mecenáš
- Zlatý mecenáš
- Diamantový mecenáš

### Rodinné kategorie
Tři kategorie od 8 000 do 60 000 Kč ročně: 
- Rodina přátel
- Rodina dárců
- Rodina mecenášů

### Firemní program
Pět kategorií od 25 000 do 500 000 Kč ročně: 
- Přátelská firma
- Bronzová firma
- Stříbrná firma
- Diamantová firma
- Královská firma

## Křeslo v Opeře
Nový filantropický projekt existuje od září 2019 a nabízí možnost „zakoupit“ si křeslo v hledišti nově rekonstruované Státní opery v Praze na 5 až 50 let v rámci pěti kategorií (15 000 až 100 000 Kč). 

## Benefity členů klubu
Jako poděkování za podporu věnovanou divadlu mohou členové klubu využít řady benefitů v jednotlivých mecenášských skupinách a kategoriích.
V základní skupině Přítel patří mezi benefity např. bezplatná návštěva generální zkoušky a pravidelné pozvánky na setkání s umělci, v dalších skupinách přibývají benefity typu přednostní rezervace vstupenek na vybrané představení, komentované prohlídky divadelních domů, pozvánky na tiskové konference až po volné vstupenky na všechny premiéry ND s pozváním na číši vína s inscenačním týmem a volné vstupenky na představení hostujících souborů (ve skupině Zlatý mecenáš a Diamantový mecenáš. Členové klubu mají také možnost navštívit klubem organizované zájezdy za kulturou na zahraniční scény, seznámit se na organizovaných akcích klubu se zákulisím divadla či s umělci, apod.

## Citáty
| „            | „Mecenášský klub navazuje na tradici mecenášství, které stálo u samotného vzniku Národního divadla“. | “ |
| — Jan Burian | |   |

| „                            | Kulturní dědictví je naším odkazem a musí být zachováno. Stav lunet je kritický a škody by mohly toto jedinečné dílo nenávratně ohrozit. K Národnímu divadlu mám blízký vztah a velmi mi záleží na tom, aby o něj bylo dobře postaráno. | “ |
| — Prof. Dadja Altenburg-Kohl | |   |

## Podpořené projekty
Příspěvky získané od mecenášů jsou používány na financování nebo spolufinancování řady projektů v rámci Národního divadla, které by v rámci rozpočtu Národního divadla ve většině případů nemohly ani vzniknout. Za dobu existence klubu byly kromě jiného realizovány následující projekty:
- Restaurování nástěnných maleb Mikoláše Alše a Františka Ženíška v hlavním foyer historické budovy Národního divadla [11] (v sezóně 2014/2015 proběhla již druhá a třetí etapa)
- Restaurování Hynaisovy opony
- Pořízení profesionálních portrétů členů souborů Činohry a Opery ND
- Podpora realizace jednotlivých uměleckých projektů, vč. nově připravovaných inscenací (v roce 2013 např. inscenace Laterny magiky Antikódy, v roce 2015 inscenace Opery ND Pád Arkuna)
- Restaurování lunet Adolfa Liebschera v historické budově a další restaurátorské práce v interiérech divadelních budov
- Digitalizace Archivu Národního divadla (2017)
- Restaurování obrazů Václava Brožíka (2017)
- Podpora Baletní přípravky ND (2016, 2017, 2018)
- Podpora záchrany pokladů Archivu Národního divadla (2018)
- Nová videoprezentace Laterny magiky (2019)

## Zajímavosti
- V roce 2012 financoval Mecenášský klub ND vznik televizního dokumentu studentů FAMU Tomáše Polenského a Viktora Portela Radokova Trojská válka. Dokument byl realizován v koprodukci s Českou televizí a časosběrnou metodou mapoval přípravu uvedené divadelní inscenace [12].

- Za spolupráce Mecenášského klubu proběhla v ateliérech na Barrandově digitalizace záznamu představení Laterny magiky Kouzelný cirkus tak, aby mohl být nadále využíván pro kulturní veřejnost.